# O Jongjo
O Jongjo (hangul: 오연교, handzsa: 吳連敎, RR: Oh Yun-kyo) 1960. május 25. – Szöul, 2000. szeptember 27.) dél-koreai válogatott labdarúgókapus.

## Pályafutása

### Klubcsapatban
1983 és 1987 között a Jukong Elephants csapatában játszott. 1988 és 1990 között a Hyundai Horang-i játékosa volt. 

### A válogatottban
1984 és 1986 között 10 alkalommal játszott a dél-koreai válogatottban. Részt vett az 1986-os világbajnokságon, ahol a koreai válogatott első számú kapusa volt és mind a három csoportmérkőzésen kezdőként lépett pályára.

## Sikerei, díjai
Egyéni
- A Dél-koreai bajnokság legjobb kapusa (2): 1984, 1988